# Candy Veronica Jabateh
Candy Veronica Jabateh (* 9. September 1997 in Morbuia, Elfenbeinküste) ist eine norwegische Handballspielerin, die für den französischen Verein Bouillargues Handball aufläuft.

## Karriere
Jabateh wurde in der Elfenbeinküste geboren. Ab ihrem vierten Lebensjahr lebte sie in der norwegischen Stadt Bergen. In ihrer Kindheit wurde sie anfangs in der Schule ausgegrenzt. Erst als Jabateh mit dem Handballspielen begonnen hatte, fand sie Freunde. Sie erlernte das Handballspielen beim norwegischen Verein Årstad und gelangte über dem Klub Viking zu Fana IL. Mit der Damenmannschaft von Fana trat sie in der zweithöchsten Spielklasse an. Im Jahr 2018 gelang ihr mit dem Verein der Aufstieg in die höchste Spielklasse. Anschließend verließ Jabateh die Mannschaft und war in den Niederlanden als Kinder- und Jugendbetreuerin tätig.
Jabateh spielte nach ihrer Rückkehr nach Norwegen wieder für ihren Jugendverein Årstad, mit dessen Damenmannschaft sie in der dritthöchsten Spielklasse antrat. Jabateh beabsichtigte ab dem Sommer 2020 für den Drittligisten IL Gneist aufzulaufen, jedoch schloss sie sich nach einem Vertragsangebot wieder Fana an. Jabateh gab am 7. Oktober 2020 ihr Erstligadebüt gegen Tertnes IL, bei dem sie fünf Treffer erzielte. Im Folgejahr schloss sie sich dem Ligakonkurrenten Fredrikstad BK an. Als der französische Erstligist Paris 92 im November 2022 den verletzungsbedingten Ausfall der Nationalspielerin Méline Nocandy zu beklagen hatte, wurde Jabateh als „Joker médical“ verpflichtet. Im Sommer 2023 wurde sie vom französischen Drittligisten Reims Champagne Handball unter Vertrag genommen. Ein Jahr später schloss sie sich dem französischen Zweitligisten Bouillargues Handball an.